# سرگئی گالستیان (خواننده)
سرگئی آرتیومی گالستیان (ارمنی: Սերգեյ Արտյոմի Գալստյան؛  زادهٔ ۵ نوامبر ۱۹۲۴ ۲۶ ژوئن ۲۰۰۱) خواننده اپرا اهل ارمنستان بود. وی بین سال‌های - تا - میلادی فعالیت می‌کرد.

## زندگی‌نامه
وی در ۵ نوامبر ۱۹۲۴ در لنیناکان به دنیا آمد و از کنسرواتوار دولتی چایکوفسکی مسکو فارغ‌التحصیل گشت. وی در تالار آکادمی ملی اپرا و باله آلکساندر اسپنداریان و کنسرواتوار دولتی کومیتاس ایروان فعالیت می‌کرد. وی همچنین برنده جوایزی همچون هنرمند شایسته ارمنستان شوروی (۱۹۶۰) و هنرمند مردمی ارمنستان شوروی (۱۹۶۷) شد. وی در ۲۶ ژوئن ۲۰۰۱ در سن ۷۶ سالگی در ایروان درگذشت.

## آثار
- پیوتر ایلیچ چایکوفسکی «یوگنی آنگین» - اونگین
- پیوتر ایلیچ چایکوفسکی «بی‌بی پیک» - یلیتسک
- جوزپه وردی «لا تراویاتا»
- Ջոն Սորել «کنسول» - منودی
- تیگران چوخاجیان «آرشاک دوم» - آرشاک
- آرمن تیگرانیان «آنوش» - مارو